# Gmina Union (hrabstwo Fayette, Iowa)

Położenie Gminy Union w hrabstwie Fayette

Gmina Union (ang. Union Township) – gmina w USA, w stanie Iowa, w hrabstwie Fayette. Według danych z 2000 roku gmina miała 448 mieszkańców, a jej powierzchnia wynosi 87,2 km².